# Ткачёв, Виталий Викторович
Виталий Викторович Ткачёв (род. 6 октября 1958 года, Магадан) — президент группы «Стромнефтемаш».

## Образование
- В 1981 году окончил Киевский государственный институт гражданской авиации, по специальности «Инженер-механик».[2]
- В 2002 году завершил учебу в Российском государственном университете нефти и газа им. И. М. Губкина по специальности «Нефтегазовое дело».[1]

## Карьера

### Прошлая
- 1981—1992 — прошел путь от механика, до начальника участка, главного механика Якутского управления гражданской авиации.[3][4]
- 1991—1992 — начальник коммерческого отдела российско-швейцарского СП «Альфа-Эко» (Москва)[3]
- 1992—1996 — заместитель гендиректора «Юниверс-нафта».[3]
- 1996—1998 — директор по экономике и финансам группы «Вест»[3]
- 1998—2000 — первый вице-президент ТНК, руководитель блока маркетинга, продаж и переработки Тюменской нефтяной компании,[3]
- 2000—2002 — первый вице-президент ТНК-BP, президент нефтяной компании «ОНАКО» — генеральный директор «Оренбургнефть»[3]
- 2003—2005 — председатель совета директоров компании «Илецк-Соль»[3]
- 2005—2009 — президент группы «Уралмаш-ВНИИБТ»[3][5]
- 2009 — президент группы «Стромнефтемаш»

### Настоящее время
- С 2009 года и по настоящий момент президент группы «Стромнефтемаш». Член Совета Союза производителей нефтегазового оборудования, удостоен звания «Почётный нефтяник».

## Деятельность

### Нефтяной комплекс

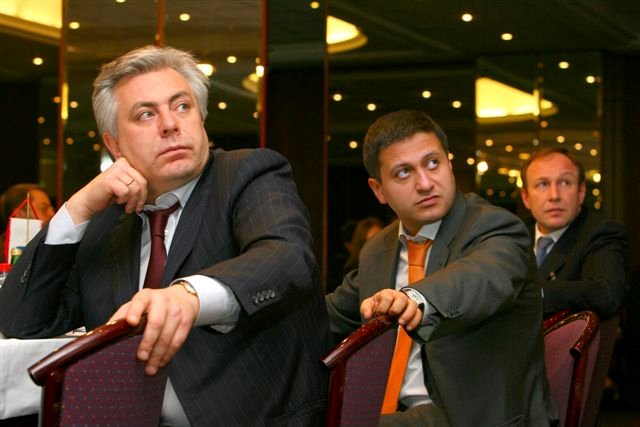
В.Ткачев на презентации Минского завода колесных тягачей

Работая первым вице-президентом Тюменской нефтяной компании и одновременно генеральным директором ОАО «Оренбургнефть», В.Ткачев курировал работы по модернизации Рязанского и Орского нефтеперерабатывающих заводов. В 1999 году, благодаря модернизации, Рязанский завод занял третье место по объемам переработки (11,3 млн т) среди 25 заводов России. Объем производства бензинов вырос на 500 тыс. т, в том числе высокооктанового — на 76,8 %, прирост по авиакеросину составил 17 %, по дизтопливу — 800 тыс. т, на 70 % увеличен объем выпуска масел. В.Ткачев организовал выпуск на Рязанском заводе качественных масел, которые ранее в Россию ввозила Texaco. В.Ткачев так характеризует работу по модернизации НПЗ: «Рост производства авиакеросина позволяет нам полностью выполнять соглашение с компанией „Ист Лайн“, согласно которому мы являемся генеральным поставщиком аэропорта Домодедово, и с аэропортовыми комплексами Ханты-Мансийска и Нижневартовска. Повторю, завод мы получили в плачевном состоянии. С тех пор, менее чем за два года, мы обновили около трети всех установок. В среднем на реконструкцию тратится $10 млн ежемесячно».
За время его работы в ОАО «Оренбургнефть» ежегодная добыча нефти превысила 10 млн тонн и объемы налоговых поступлений в бюджет возросли почти вдвое.
Провел перевод компании «ОНАКО» на единую акцию, при котором «Сибнефть», как акционер основного нефтедобывающего предприятия оренбургской компании, получила пакет в уставном капитале «ОНАКО».
Работая президентом ОНАКО В.Ткачев присоединил к компании крупное ОАО «Оренбурггеология», занимающейся поиском, разведкой и разработкой нефтяных месторождений.
После ухода В.Ткачева из нефтяного бизнеса, компания ОНАКО была расформирована и превратилась в филиал ТНК-BP.

### Машиностроительный комплекс
После перехода в машиностроение при участии В. Ткачёва было возрождено производство буровых установок на «Уралмаше»., восстановлен Тюменский судостроительный завод, завод «Стромнефтемаш» (Кострома), Пермская группа нефтегазового машиностроения.
После консолидации предприятий по производству бурового оборудования в рамках холдинга «Уралмаш-ВНИИБТ» Виталий Ткачёв создает самое крупное, в российском нефтегазовом машиностроении конструкторское бюро. Практически каждые полгода, благодаря конструкторскому коллективу, происходит внедрение в производство нового бурового оборудования.
Под руководством В.Ткачёва была создана первая российская буровая установка тяжелого класса нового поколения «Екатерина», с помощью которых «Газпром» проводит освоение самых крупных месторождений на полуостроеве Ямал. Эта техника имеет наиболее высокий уровень автоматизации и по признанию потребителей — специалистов «Бургаза» — является самой современной отечественной буровой установкой.
В.Ткачев организовал производство буровых установок в Тюменской области.
В августе 2008 году В.Ткачев подписал соглашение с госкорпорацией «Росатом» по размещению на предприятиях атомного комплекса заказов на производство высокотехнологичных элементов буровых установок. Подписание соглашения позволило группе «Интегра» существенно увеличить российскую составляющую в общем объеме работ по созданию буровых установок тяжелого класса.

## Возврат собственности
По результатам проверки, законности и эффективности управления «ОНАКО» и «Оренбургнефть» за период с 1992 года по 2000 год, были выявлены ряд нарушений, со стороны бывшего руководства, куда входили братья Шевцовы. Согласно с заключениями этой проверки были поданы ряд исков к бывшим дочерним компаниям с целью возмещения убытков. В прессе широко обсуждался конфликт между Ткачёвым и братьями Шевцовыми, с развязыванием информационной войны и обвинениями в адрес Ткачёва. По оценкам Счётной палаты Российской Федерации:

Упущенная выгода ОАО «Оренбургнефть» и, соответственно, ОАО «ОНАКО» и государства в результате неперечисления доходов, полученных ООО «Кариотида», за 1999 и I полугодие 2000 года составила, по оценкам Счётной палаты Российской Федерации, более 87 млн рублей.
Счётной палаты Российской Федерации 

Следовательно, в установленном законодательством порядке, ОАО “Оренбургнефть” должны быть возвращены денежные средства в размере более 140 млн. рублей, недвижимое имущество по следующим адресам: г. Москва, Озерковский пер., дом 12 и г. Москва, ул. Пятницкая, 47, строение 2.
Счётной палаты Российской Федерации 
Недвижимость общей площадью 1415,2 м2 и 446,3 м2 соответственно.
В указанных нарушениях фигурировали братья Шевцовы как руководители или управляющие компаниями нанёсшими ущерб. Впоследствии Сергей Шевцов, совладелец машиностроительного концерна «ОРМЕТО-ЮУМЗ» и ряда другим компаний, обвинял Виталия Ткачёва в том, что он, будучи президентом нефтяной компании «ОНАКО», в рамках конфликта собственников «ОРМЕТО-ЮУМЗ» и «ОНАКО» начиная с ноября 2001 года «регулярно угрожал ему по телефону физической расправой и наездами силовых структур». По мнению же Виталия Ткачёва, братья Шевцовы умышленно раздували скандал, не желая возвращать принадлежащую недвижимость. Речь шла о девяти офисных зданиях в Москве принадлежавшие негосударственному пенсионному фонду «Покровитель». По данному противостоянию развязалась целая информационная война между сторонами в региональной прессе. В рамках этого противостояния В. В. Ткачёвым был подан иск и 26 июня 2002 года Ленинским районным судом Оренбурга публикация в газете «Южный Урал» публикация «Как выудить 13 миллионов» была признана оскорбительной, порочащей честь, достоинство и деловую репутацию Виталия Ткачёва и обязал «Южный Урал» опубликовать опровержение.